# Philosophie de l'espace et du temps
 (mars 2009).
Si vous disposez d'ouvrages ou d'articles de référence ou si vous connaissez des sites web de qualité traitant du thème abordé ici, merci de compléter l'article en donnant les références utiles à sa vérifiabilité et en les liant à la section « Notes et références ».
 (mai 2015).
- Si vous ne connaissez pas le sujet, laissez ce bandeau (vous pouvez alors contacter les auteurs).
- Si vous supprimez le contenu mis en cause (vous pouvez préalablement contacter les auteurs),

argumentez précisément cette suppression dans la page de discussion
(un manque de référence n'est pas un argument ; une recherche réelle de référence doit avoir été effectuée, être formellement documentée).
 (octobre 2020).
La philosophie de l'espace et du temps est une branche de la philosophie qui traite des problèmes liés aux caractères épistémologiques et ontologiques de l'espace et du temps.

## La pensée grecque
Faisant droit à toutes les exigences de la rationalité naissante, la philosophie grecque est par nature allergique au temps[pas clair]. En quête en effet d’identités et de permanences susceptibles de fournir à la pensée les repères fixes et stables dont celle-ci a besoin, elle parie sur l’Être contre le devenir. C’est la position très tôt affirmée par Parménide d’Élée : « L’Être est, le non-Être n’est pas. L’Être est incréé, impérissable, immobile et éternel. On ne peut dire qu’il a été ou qu’il sera, puisqu’il est à la fois tout entier dans l’instant présent, un, continu » (La voie de la vérité, § 8).

### Héraclite
Héraclite d’Éphèse est le premier philosophe à traiter explicitement du temps et à en reconnaître l’irréductible réalité ; mais c’est pour en déplorer la fuite, l’inconstance et l’inintelligibilité : « Nous nous baignons et nous ne nous baignons pas dans le même fleuve » (fragment 12). « Le froid devient chaud, le chaud froid, l’humide sec et le sec humide » (fragment 126). Le temps tour à tour met en conflit et harmonise les contraires et, à ce titre, il apparaît bien comme le moteur universel de la nature. Mais il est tout autant un non-sens, car il viole les principes logiques d’identité.

### Platon
C’est pourquoi Platon, à la suite de Parménide et du constat d’Héraclite, va introduire la diversité et l’altérité dans l’Être avec sa théorie des Idées. Il parle du temps comme « l’image mobile de l’immobile Éternité ». C’est-à-dire l’imitation, dans l’ordre des productions matérielles, de la perfection instantanée du modèle intelligible ; la reprise de celui-ci en mode mineur, à travers le déploiement sans fin du mouvement circulaire et régulier (« progressant suivant la loi des nombres » (Timée, 37 d), dont les orbes célestes donnent en quelque sorte le la.

### Aristote
Aristote rejette cette conception d’un monde transcendant d’Idées intelligibles et éternelles pour ne s’intéresser qu’à la manière dont la matière prend forme dans notre monde immanent de choses. Car, dans ce monde en devenir ou dans cette nature en mouvement, tout est en puissance d’autre chose jusqu’à trouver et réaliser sa forme propre. C’est dire que, pour Aristote physicien, le temps est le moteur des choses ou la force de vie qui circule dans le grand corps de la nature. Il le définit comme « le nombre du mouvement selon l’avant et l’après » (Physique, IV, 219 b), c’est-à-dire comme ce qui est mesurable et mesuré dans les mouvements (ou les changements) entre deux instants (l’un antérieur ; l’autre postérieur) pris comme repères. Comme on ne peut dénombrer en effet que des choses de même nature et cependant distinctes, le temps a bien cette double propriété car, en lui, tous les instants se ressemblent par leur fonction de séparer l’avant de l’après et cependant, dans leur succession indéfinie, ils restent bien distincts ; celui d’avant ne se confond jamais avec celui d’après. Pour Aristote encore, si le temps sert à nombrer toutes sortes de mouvements, le temps de référence, le temps universel, est celui du mouvement circulaire uniforme attaché à la sphère des étoiles fixes. Pour lui, il n’y a donc pas de doute : le temps est une propriété de la nature. Néanmoins il reconnaît que, le temps étant nombre, il ne peut exister que dans l’âme et par l’âme car les nombres n’ont de réalité qu’intelligible ou mentale. « Ce qui fait problème, c’est de savoir si, oui ou non, en l’absence de l’âme, le temps pourrait être… Si la nature n’accorde qu’à l’âme la faculté de nombrer, et plus précisément à cette partie de l’âme qu’est l’intellect, il est impossible que le temps soit sans l’âme, sauf quant à son substrat, au sens où l’on dit que le mouvement peut être sans l’âme. » (Physique, IV, 223 a). L’homme seul, donc, en tant qu’il est doté d’une âme, peut penser et se représenter le temps. Mais cela n’empêche nullement le temps d’être une réalité objective.

### Stoïciens
Il reste qu’Aristote suggère une nouvelle problématique, psychologique et non plus physique. Temps de l’âme se distinguant du temps  de la nature ; temps de l’homme et temps du monde. On retrouve ces deux temps, temps physique et temps vécu, étroitement liés dans le stoïcisme. Pour les stoïciens en effet, le temps est (comme le vide et le lieu) un « incorporel », c’est-à-dire quelque chose qui a une existence virtuelle plus que réelle (laquelle est réservée aux corps). Plus exactement, il est l’intervalle dans lequel un corps va déployer son action ou son processus (de même que le « vide » est l’intervalle dans lequel un corps va prendre place et délimiter un « lieu », en s’y incorporant et en lui donnant corps quelque peu du même coup). Il y a donc aussi deux temps : le pur intervalle indéfini, virtuellement prêt à accueillir la manifestation d’un corps (en grec ancien : αἰών) ; l’intervalle effectivement délimité par le processus qui s’y déroule. C’est dire que, déterminé par la présence en lui d’un corps, le temps est essentiellement présent, le passé et le futur s’étendant indéfiniment aux marges de celui-ci. Ainsi en physique, le temps cosmique est celui du Tout de l’Univers qui, pris dans le cycle de « l’éternel retour », se détruit et se régénère périodiquement. Il tient sa réalité du souffle vital qui anime la nature entière et du retour périodique (la « Grande Année ») qui lui confère une relative stabilité. Mais comme le Tout n’est que l’expression du Logos ou du Dieu qui assure la cohérence et l’harmonie de tous ses éléments, on peut dire que le temps cosmique est la tension de l’Âme du Monde ; que, pour celle-ci, il est tout entier présent ; et qu’il n’apparaît successif, disparaissant à ses deux bouts dans les brumes du passé et de l’avenir, qu’à la vue fragmentaire des individus humains… Mais la vocation du sage n’est-elle pas de s’élever à la contemplation du Tout et d’en reproduire l’harmonie dans sa propre vie (« vivre conformément à la nature ») ? La physique débouche donc sur une éthique : il faut comprendre et vouloir l’ordre et la nécessité du monde ; il faut vouloir que les choses adviennent comme elles sont ; il faut, de toute la force de son âme, adhérer à ce qui est et faire de nécessité vertu et liberté. Par son effort pour répondre « présent » à tout ce qui arrive et pour adhérer aux événements, le sage participe en quelque sorte (hic et nunc, ici et maintenant) au présent cosmique et à la béatitude divine. Par la tension de son âme, il dilate infiniment l’instant éphémère, il tient ensemble tout ce qui le compose et il peut ainsi stopper l’hémorragie du devenir pour jouir dans le temps d’une véritable plénitude d’être. D’une donnée et d’une fatalité naturelles, il a fait l’objet d’une reprise psychique et morale et converti ainsi un temps marqué par la fuite et le non-être en un bloc d’affirmation qui a l’éclat de l’éternité.

### Plotin
Chez Plotin également la nature et l’origine du temps ont plus à voir avec l’Âme qu’avec les choses matérielles. Non seulement Plotin réfute la théorie aristotélicienne du temps comme nombre ou mesure, mais il considère que c’est une erreur de chercher le temps exclusivement dans le mouvement, car ce dernier n’en est qu’un aspect, et pas le plus important. Il préfère en revenir à la définition platonicienne du temps comme « image mobile de l’éternité immobile »… réinterprétée de manière toute personnelle. En effet, dans la « procession » des « hypostases », le temps apparaît avec l’Âme (troisième hypostase), quand celle-ci se détourne de l’Un et des Idées éternelles pour engendrer dans la Matière le monde sensible. Le temps est donc d’abord une dégradation de l’éternité. Entre l’immobilité positive des êtres parfaits (lesquels, étant tout, ne manquent de rien et ne veulent rien) et l’immobilité négative des êtres privés de tout (qui, n’étant rien, ne manquent également de rien et ne veulent rien non plus), la mobilité incessante du temps correspond à des êtres qui, n’étant pas parfaits, admirent néanmoins la perfection et cherchent à la réaliser à leur manière : à savoir pas à pas, partie par partie, patiemment, continûment, indéfiniment. « C’est pourquoi le temps vient au monde au niveau de l’Âme, laquelle en contemplant les beautés immobiles de la sphère intelligible s’éveille, désire, remue, telle la chrysalide qui s’emplit progressivement de vie tout en déployant organes et incarnations sensibles. » 
Si donc l’Âme du monde insuffle à la fois le temps et la vie dans tout ce qu’elle anime, elle le fait entre autres dans le mouvement du ciel et la rotation des astres, où le temps est particulièrement manifeste. Et c’est pourquoi la révolution du soleil nous sert à le mesurer, et l’alternance du jour et de la nuit à en délimiter l’intervalle. Mais il ne faudrait pas croire pour autant que ce sont ces mouvements qui engendrent le temps ; non, c’est bien l’Âme du monde… et aussi toutes les autres âmes, particulièrement les âmes individuelles des hommes, qui ne font qu’un avec elle. Dynamisme vital, le temps est de nature mentale ou spirituelle plus que physique ou matérielle. Et même s’il n’est qu’une pâle imitation de l’éternité, il a donc aussi sa positivité. Mais surtout, si le temps nous éloigne effectivement de l’Un et de l’éternité, il est là aussi pour nous y reconduire ; le chemin est le même, qui dégringole et qui remonte. Secourable autant que fatal. L’âme en effet, par la réflexion, la concentration, la contemplation, peut convertir le mouvement de procession et de dispersion et, rassemblant ses forces, entreprendre l’ascension vers le Principe de toutes choses… jusqu’à s’y fondre exceptionnellement dans des extases mystiques.

## La pensée chrétienne
Mais c’est surtout un autre héritier de Platon, le philosophe chrétien saint Augustin, qui va mener à terme une analyse et une définition psychologiques du temps. Avec l’avènement du christianisme s’est déjà produit un changement de paradigme radical : au temps circulaire, qui prenait ses références dans les cycles de la nature, s’est substitué un temps linéaire, adapté au récit historique et à l’attente messianique. Le temps des hommes a fait son entrée sur la scène du monde… entrée suffisamment fracassante pour scandaliser une tête grecque comme celle de Plotin, qui ne peut admettre que le temps ait un commencement et une fin et, entre les deux, une histoire rocambolesque faite de fautes, de châtiments, d’alliances, d’incarnation, de rédemption, de résurrection et autres événements de même acabit (Contre les gnostiques). Mais c’est d’une manière plus radicale encore que saint Augustin ramène le temps aux dimensions de l’homme. Partant de la division ordinaire du passé, du présent et du futur, il montre qu’en lui-même le temps n’a pas d’être : le passé parce qu’il n’est plus, le futur parce qu’il n’est pas encore et le présent parce que, comme un enfant mort-né, il ne vient à l’être qu’en cessant d’être ipso facto. Puis, analysant l’expérience banale de la mesure d’une durée, il fait ressortir que ce qui est ainsi mesuré, c’est la persistance d’un souvenir. Car le passé objectivement disparu existe toujours dans la mémoire, comme l’avenir existe déjà dans notre attente et comme le présent en lui-même si volatile acquiert quelque épaisseur dans notre effort d’attention. De sorte que ce que nous mesurons, ce n’est pas un mouvement, comme le croyait Aristote, mais une impression mentale. Si donc le temps est bien une sorte d’intervalle, ce n’est pas en un sens objectif et extérieur à nous, mais au sens d’un « étirement » ou d’une « distension de l’âme ». L’âme humaine en effet ne se contente pas d’adhérer passivement au réel tel qu’il lui est donné dans l’instant ; elle est active. Elle anticipe et attend ; elle conserve et se souvient ; elle se fait disponible et attentive. Et c’est par ces trois activités qu’elle engendre respectivement le futur, le passé et le présent. « D’où il résulte pour moi que le temps n’est rien d’autre qu’une distension. Mais une distension de quoi, je ne sais au juste, probablement de l’âme elle-même. » (Confessions, livre onzième, chap. XXVI). Cependant, du point de vue de Dieu, ce qui s’étire ainsi pour nous dans le temps est saisi instantanément, dans l’unité et l’immobilité de l’éternité.

## La pensée moderne
À l’époque moderne, la philosophie du temps va osciller entre les deux pôles du réalisme et de l’idéalisme. Les réalistes confèrent au temps (comme à l’espace) une existence propre, indépendante de l’esprit humain ; les idéalistes récusent ou mettent en doute cette existence indépendante.

## Opposition entre Leibniz et Newton
Ce débat est particulièrement mis en évidence dans la polémique qui a opposé au début du XVIIIe siècle (de 1714 à 1716) Isaac Newton et Gottfried Wilhelm Leibniz dans un échange épistolaire fameux  où Samuel Clarke se fait l’avocat du savant anglais. Centré sur le statut de l’espace et du temps, le débat comporte aussi des sous-entendus personnels (querelle de priorité concernant l’invention du calcul intégral), des arrière-plans épistémologiques (réalisme du physicien contre idéalisme du mathématicien) et des enjeux théologiques.
Pour Newton l’espace et le temps font partie (comme l’indique le titre de son ouvrage fondamental : Les Principes mathématiques de la philosophie naturelle, 1687) des bases indispensables à toute science de la nature. En tant que coordonnées permettant de représenter tout phénomène qui se produit dans la nature, ils fournissent en effet à la physique le cadre universel et objectif dont elle a besoin, la scène vide sur laquelle n’importe quelle histoire pourra être représentée. C’est pourquoi Newton les dit « absolus » (existant indépendamment des choses qui composent notre monde), parfaitement homogènes et neutres (indifférents aux choses qui peuvent prendre place en eux), et « infinis » (puisque tout commence et tout finit en eux, tandis qu’eux-mêmes ne sauraient, par voie de conséquence, avoir ni début ni fin ni limite quelconque). Ils sont en quelque sorte des attributs divins ou des extensions de la Pensée divine quand elle conçoit et contemple sa création (« sensoria Dei » dit Newton)… Comme l’espace et le temps ainsi conçus diffèrent de ceux dont nous avons communément l’expérience, Newton les dit « vrais et mathématiques » (symbole t des lois physiques). Le temps de la physique, par exemple, coule uniformément depuis toujours, sans relation à rien d’extérieur à lui, et il continuerait de couler ainsi quand bien même il n’y aurait nulle part aucun mouvement d’aucune sorte. Il diffère donc du temps social qui se règle, lui, sur des mouvements naturels toujours un peu irréguliers et qu’on mesure en conséquence de manière forcément approximative.
Leibniz quant à lui refuse de reconnaître à l’espace et au temps les caractères absolu et infini qui en feraient des attributs divins : ce sont des créatures, des propriétés du monde créé, et, à ce titre, ils ont partie liée à l’ensemble des choses créées et, bien sûr aussi, des limites. Dans un monde que le Créateur (pour refléter sa propre perfection) a voulu aussi diversifié, saturé d’être, riche et harmonieux que possible (« le meilleur des mondes possibles »), l’espace et le temps, loin d’exister par eux-mêmes, ne sont qu’un certain arrangement, ou un certain ordre général entre les choses.  L’un et l’autre n’existent donc pas à la manière des choses matérielles, ils n’en sont pas non plus les conditions premières (comme le voulait Newton), mais ils existent tout au contraire dans les relations entre ces choses, bénéficiant d’une réalité qui en est tout entière dérivée. Par-là s’explique la réalité paradoxale qu’on a toujours reconnue au temps (mélange d’être et de non-être) : il existe en fait comme existent les nombres (qui viennent nombrer des choses préexistantes) ou toutes les idéalités mathématiques ; c’est (comme l’espace) une chose mentale, un pur être de pensée.

### Kant
Emmanuel Kant conjugue à sa façon les deux tendances contraires : pour asseoir le réalisme de la science newtonienne, il va dématérialiser l’espace et le temps. S’interrogeant en effet sur les conditions de possibilité de notre connaissance objective de la nature, il cherche à rendre compte de l’adéquation entre les objets du monde extérieur et les idées qui s’en forment en nous. Ces idées sont construites par l’entendement sur la base des informations fournies par nos sens. Autrement dit, l’expérience que nous avons de la nature et du monde extérieur met en jeu deux opérations : primo, la réception dans la sensibilité des données brutes fournies par les sens ; secundo, l’élaboration de ces données par l’entendement qui en fait des objets de pensée. Or l’espace et le temps sont au cœur de la première de ces opérations… Tout ce que nous percevons est immédiatement situé par nous dans l’espace et dans le temps. La réception dans la forme spatiale imprime sur le donné sensible une marque d’extériorité : les phénomènes livrés à notre sensibilité sont d’emblée identifiés comme extérieurs à nous et extérieurs les uns aux autres, ce qui permet de leur donner ensuite une grandeur, une figure, et d'établir entre eux des relations… La réception dans la forme temporelle, quant à elle, enregistre les phénomènes selon l’ordre dans lequel ils nous affectent. Elle marque ceux qui sont simultanés, ceux qui se succèdent, et par là elle sert de base à toute représentation de mouvement ou de changement… en nous et hors de nous. Le temps appartient donc à notre expérience la plus intime. Il modèle, ou plutôt il module, l’intuition que notre esprit a de lui-même et de tout ce qui lui arrive. Constitutif de la sensibilité humaine, il est, selon Kant, la « forme du sens interne » par lequel nous sentons nos propres impressions, comme l’espace est la « forme du sens externe » par lequel nous sentons les objets qui viennent s’imprimer en nous. Et comme ces deux « formes de la sensibilité » sont en nous avant toute expérience (puisque c’est elles qui rendent celle-ci possible et la fondent), elles sont « a priori » (ce qui ne veut pas forcément dire innées) et « pures » en elles-mêmes de tout contenu empirique (prêtes du coup à recevoir et à traiter n’importe quel contenu)… Cela revient-il à en faire des projections anthropomorphiques et somme toute des illusions ? Certes Kant leur dénie toute réalité en soi ou absolue… et une intelligence extra-terrestre ou supra-humaine (qui par définition ne serait pas comme nous astreinte aux conditions de la sensibilité) s’affranchirait du temps, par exemple, aussi bien dans la conscience qu’elle aurait d’elle-même que dans sa connaissance des choses. Mais pour autant l’espace et le temps ne sont pas privés de réalité. Au contraire : ils sont en effet la condition de toutes nos expériences et c’est seulement en eux que nous pouvons nous saisir d’une quelconque réalité… et même de notre propre réalité en tant que sujet sentant et pensant. Le temps (pour s’en tenir à lui) est donc à la fois en nous et, par voie de conséquence, dans les choses telles que nous les expérimentons et connaissons… En nous ? Hors de nous ? Il faudrait plutôt dire que l’alternative est pipée… dans la mesure où la distinction d’un dehors et d’un dedans n’a elle-même de sens qu’à partir des formes de l’espace et du temps !

### Bergson
Henri Bergson a bâti toute son œuvre sur la distinction de la « durée intime » et d’un temps matérialisé et dégradé dans les choses. Mais lui aussi brouille les lignes d’une séparation trop simpliste entre le dedans et le dehors, l’esprit et le monde. Le temps véritable, c’est celui qui sourd au plus intime de notre conscience, dans le flot désordonné des impressions de toutes sortes, dans le glissement continuel de nos états intérieurs, dans l’enrichissement graduel de notre moi. C’est une simple durée, une durée pure et continue, comparable à l’écoulement d’un fluide ou au développement d’une mélodie. C’est comme une croissance du dedans, le passé se prolongeant sans interruption dans le présent et celui-ci débordant à son tour sur l’avenir. C’est le mouvement naturel de la conscience, l’élan qui lui donne vie. « La durée toute pure est la forme que prend la succession de nos états de conscience quand notre moi se laisse vivre, quand il s’abstient d’établir une séparation entre l’état présent et les états antérieurs. » Cette durée est capricieuse, élastique, indivisible, irrégulière… Rien à voir avec le temps domestiqué de la vie sociale que nous mesurons avec nos montres. Ce dernier est fabriqué artificiellement, sur mesure en quelque sorte, pour les besoins de la vie pratique. Dans la représentation commune du temps, on profite en effet de la double nature du mouvement (spatiale et temporelle) pour rabattre le temps sur l’espace et figurer son écoulement par une ligne. Rien de plus facile alors de diviser cette ligne autant que nécessaire pour y compter des unités de temps. Mais ce qu’on mesure, c’est toujours un intervalle délimité par des points fixes (arrêts fictifs du temps) ; la mobilité de la durée s’est évaporée, on n’a plus affaire qu’à de l’espace… C’est pourquoi le temps ordinaire (qui est aussi celui de Newton et de la science, quantifiable et mesurable) est en fait un temps dénaturé, standardisé et normalisé, contaminé par l’espace et les soucis pratiques. Qu’on se détourne de ces attaches pour redonner à la conscience sa liberté (ce qui advient dans le rêve ou la rêverie), et on retrouvera la durée pure avec son rythme et ses qualités fantasques : énergie vitale, pure, imprévisible, inventive, créatrice… Énergie qui jaillit dans la conscience donc, mais tout aussi bien dans le monde pourvu que, par-delà la particularisation et le cadastrage que lui imposent nos programmes d’action, on en retrouve la totalité vivante. Car, délivré du filtre du pragmatisme, le monde apparaît comme « une puissance évolutive et créatrice, qui se déploie continûment, de manière tentaculaire, qui multiplie les changements et les initiatives de toutes sortes, qui invente sans cesse des formes nouvelles, des formes inédites, aussi originales, aussi imprévisibles que le sont nos propres états de conscience… » Le monde, en vérité, dure ; il est de la durée… tout comme notre conscience. Contre la physique mécaniste et mathématique, c’est toute la leçon de la biologie, que Bergson expose dans L’Évolution créatrice de 1907.

### La phénoménologie
La phénoménologie approfondit la notion d’intériorité du temps, comme le souligne le titre du livre de référence sur le sujet publié par Edmund Husserl en 1928 : Leçons pour une phénoménologie de la conscience intime du temps.

#### Husserl
Appliquant sa méthode de « réduction » ou de « suspension » (« épochè »), Husserl écarte d’abord comme une gangue parasite tout ce que nous avons projeté et croyons savoir sur le temps (son caractère naturel, sa fatalité, sa mesure, son ambivalence…) pour en revenir à l’apparition pure et nue du phénomène. Pour ce faire, il analyse un « objet temporel élémentaire » (la résonance d’un son) qui lui permet de dégager le paradoxe essentiel du temps : c’est le même son (continuité) qui ne cesse pourtant de changer (altérité). En effet chaque instant qui apparaît chasse l’autre et cependant le retient encore (« rétention ») ; mais il est également en attente de sa cessation et de son remplacement par l’instant suivant, dans lequel il se projette déjà (« protention »). Chaque instant vécu s’enfonce progressivement dans le passé avec tout son cortège de rétentions, un peu comme la chute d’une pierre dans l’eau s’amortit progressivement en ondes concentriques. Mais ce qui le pousse ainsi dans le passé, c’est l’apparition d’un nouvel instant qui prend sa place, puis d’un autre, et d’un autre encore, avec chacun bien sûr un contenu différent, mais toujours avec la même forme (apparition/rétention/protention étroitement conjuguées)… Différence et identité se croisent comme les fils de la chaîne et de la trame : le ressouvenir vient resserrer régulièrement cette trame à la manière d’un peigne, et c’est ainsi que la durée se tisse de proche en proche, sans accroc, comme le rouleau d’étoffe sur l’ensouple. Mais si mémoire et imagination (rétention et protention) font ici la navette, cela ne veut-il pas dire que le temps se tisse dans la conscience et n’a de réalité qu’en l’homme ? Non ; car la conscience est tout sauf un chez-soi calfeutré. Elle serait plutôt comme un vent tourbillonnant , sans point d’ancrage, qui se déplace sans cesse, bondit vers les choses, tourne et rebique à leur contact et revient prendre en soi de nouvelles forces pour de nouveaux assauts. « Toute conscience est conscience de quelque chose », elle n’existe que dans l’extériorité, elle est « intentionnalité ». C’est pourquoi le temps n’est pas plus dans le mouvement qui jaillit en elle que dans l’objet qui le sollicite. C’est la conscience qui « temporalise » en cherchant son identité dans la force qui la jette sans cesse hors d’elle-même, se condamnant ainsi à ne pouvoir jamais aboutir, et donc à se relancer indéfiniment, et fournissant au temps sa réserve inépuisable.

#### Heidegger
Martin Heidegger développe cette problématique de façon originale dans Sein und Zeit (Être et Temps, 1927) en se centrant sur l’être de cet « étant » particulier (le sujet humain) qui est à l’origine de la temporalisation… Chaque homme est cet être qui existe, c’est-à-dire qui est jeté là, dans le monde, à se demander ce qu’il est et ce qu’il y fait. Il est donc l’étant à qui se pose la question de son être… ce pourquoi Heidegger l’appelle « Dasein », littéralement « être-là » ou « être-le-là ». Il existe (ek-siste), c’est-à-dire qu’il est ou se tient en dehors : hors des autres étants bien entendu, mais aussi hors de lui-même, toujours ailleurs ou au-delà, engagé à corps ou à tête perdus dans la quête des choses et de lui-même, sans trouver à s’installer nulle part, et surtout pas en lui-même. Seul, dans la singularité et la contingence de son être-là, à se débattre avec son être propre, un être sans identité fixe, voué inéluctablement au « souci » et à l’errance sur les chemins les plus exposés. C’est pourquoi le Dasein apparaît d’ordinaire si « préoccupé » et affairé… Pour fuir et tromper justement l’angoisse d’être jeté-là, embarqué et délaissé, livré d’emblée et définitivement à lui-même. Et pour chercher quoi ? Rien d’autre que lui-même… ce qu’il va devenir, ce qu’il va faire de sa vie… fondamentalement pré-occupé de soi, c’est-à-dire occupé par avance, anticipant, se projetant… Or cette structure du souci existentiel dévoile ce qu’est, de part en part, la temporalité.
1. Le Dasein existe d’abord tourné vers ce qu’il va devenir ; se manquant à lui-même, poussé du dedans à sortir de lui-même, il se projette dans les choses et les rêves, va de l’avant et court à l’aventure… et il ouvre ainsi la dimension d’avenir.
2. Mais cet élan prospectif est à chaque pas marqué et conditionné par ce qu’est le Dasein, c’est-à-dire par ce que son passé a fait de lui. Au sens trivial où l’éventail des possibles est toujours limité par la situation acquise, mais aussi et surtout au sens « existential » où le Dasein rebondit toujours à partir de l’abjection originaire : cette expérience de l’être-là, du manque à soi et du délaissement par laquelle il se traîne lui-même comme un boulet et se découvre ainsi un passif et un passé.
3. Enfin, pour se reprendre sans cesse et soutenir ses projets, le Dasein doit aussi s’investir dans la situation donnée, tirer parti de ce qui est là, sous la main (main-tenant)… et c’est ainsi qu’il s’adonne au présent.

Préoccupation, accablement, affairement : voilà donc les trois modalités du Souci constitutives des trois dimensions du temps. Parce qu’il ek-siste et se tient hors de soi, le Dasein ne peut jamais coïncider avec soi et se procurer une quelconque identité ; il ne peut « être » purement et simplement ; car toujours il est ou en avant de soi, ou en arrière de soi, ou encore après tout ce qui est là… Heidegger, pour retenir ce qu’il y a en elles d’extériorité, nomme « extases » (ou « ek-stases ») du temps ces trois modalités de l’existence qui sont donc à la fois étroitement solidaires et subordonnées cependant à la visée d’avenir… Du moins en est-il ainsi dans l’existence « authentique » et tragique du Dasein qui ne renonce ni à sa singularité ni aux tensions de l’existence. Car le plus souvent il se laisse aller à sa pente naturelle (« dévalement » dit Heidegger) et il se complaît dans l’anonymat du troupeau (la communauté du « On ») et dans l’affairement général au milieu des choses. Seule l’anticipation de sa propre mort (son « être-pour-la-mort ») est alors de nature à le remettre, parfois, dans le droit chemin… mais c’est une autre histoire. Ce qui importe ici, c’est de remarquer que, dans ce relâchement général de l’existence, le temps se trouve ravalé à un étant et une « chose » du monde comme les autres : extérieure, naturelle, exploitable, mesurable, résistante voire hostile. Cela donne le temps objectif, standardisé, officiel et universel (celui de la quotidienneté : des physiciens comme des affairistes ou des politiciens) que Heidegger préfère appeler « intratemporalité » pour indiquer que nous sommes effectivement en lui, pris sous sa coupe comme dans un piège.